# Matrixx Magixx
Matrixx Magixx was een Nederlandse professionele basketbalclub uit Wijchen en eerder Nijmegen die uitkwam in de Eredivisie. De clubkleuren waren sinds 2005 lime groen en paars. Magixx speelde haar thuiswedstrijden tot en met seizoen 2010/11 in De Horstacker in Nijmegen en daarna in Sportcentrum Arcus in Wijchen. Op 21 juli 2014 maakte de club bekend uit de Eredivisie te stappen.

## Historie

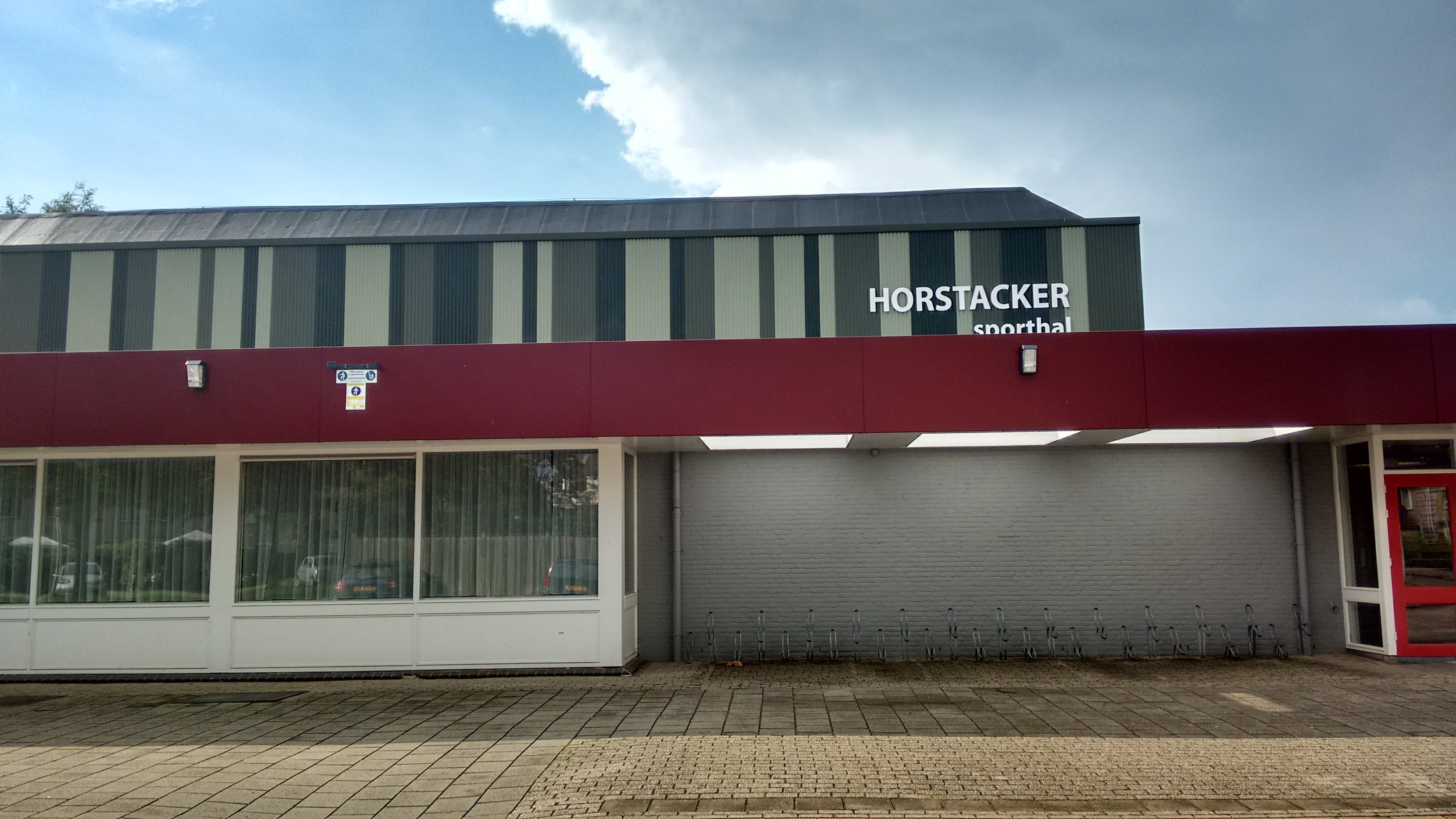
Sporthal Horstacker, thuisbasis van de club tot 2011

#### 2000–2005: EiffelTowers
In 2000 werd in Nijmegen de eredivisieclub EiffelTowers Nijmegen opgericht. Op de licentie van de Wijchense club BV Wyba, die dat jaar in de Promotiedivisie de promotie naar de eredivisie behaalde, kon de club in de eredivisie gaan spelen. Door het budget dat de club had konden goede spelers worden aangetrokken, wat leidde tot goede resultaten. 2003 was het grote succesjaar van de EiffelTowers: ze wonnen de NBB-Beker, werden kampioen in de eredivisie en wonnen de cup van de Lage Landen.
Aan het einde van het seizoen ontstond een conflict met de gemeente over de hal waarin de EiffelTowers speelden die te klein was voor (Europese) topwedstrijden. Sponsor Eiffel besloot de club te verhuizen naar 's-Hertogenbosch om daar te fuseren met Tulip Den Bosch. Den Bosch was vooral in de jaren tachtig een sterke club.

#### 2005–2014: Magixx
Het vertrek van EiffelTowers in 2005 heeft vanuit de Nijmeegse basketbalwereld geleid tot een nieuw initiatief. Dankzij de inzet van tal van vrijwilligers werd in no-time Matrixx Magixx opgericht. De eredivisielicentie was niet van EiffelTowers maar van BV Wyba. In het seizoen 2006/2007 won Magixx de NBB-Beker en werd de finale van de play-offs gehaald waarin verloren werd van EiffelTowers Den Bosch. In de play-offs van 2010 werd verloren van Zorg en Zekerheid Leiden.
In 2010 maakte discotheek The Matrixx bekend de hoofdsponsoring te beëindigen. Hierna kwam de club met een nieuw sponsorconcept, waarbij het de stichting KidsRights steunde. De naam die in het seizoen 2010-2011 gebruikt werd was Magixx playing for KidsRights.
Vanaf het seizoen 2011/12 speelde Magixx in Sportcentrum Arcus in Wijchen, aangezien de oude hal niet meer voldeed aan de eisen van de club. Het team trainde nog wel in Nijmegen. In 2012 verhuisde de club helemaal terug naar Wijchen, omdat er geen zicht was op een nieuwe hal in Nijmegen.
Op 13 juni 2012 kwam het bericht naar buiten dat de club niet in de Eredivisie 2012/13 zou gaan uitkomen wegens een gebrek aan financiën. Een week later werd bekend dat voormalig sponsor The Matrixx de club weer zou sponsoren waardoor de club onder de nieuwe stichting Magixx Basketball een doorstart maakte en onder de naam Matrixx Magixx in het seizoen 2012/13 tóch in de Eredivisie zou gaan spelen.
Na een redelijk succesvol seizoen 2013/14 werd bekend dat de club in financiële problemen verkeerde. Hoofdsponsor The Matrixx had bekendgemaakt af te treden als hoofdsponsor en hierdoor ontstond er een gat in de begroting. Een gat dat door het bestuur van de club uiteindelijk niet opgevuld kon worden; op 21 juli 2014 maakte Magixx bekend zich terug te trekken uit de DBL. Wel werd er nog hoop uitgesproken over een terugkeer in de toekomst, maar aan Magixx 'kwam voor nu een eind'.

### Namen
Mede door de veranderende hoofdsponsors, heeft de club in het verleden meerdere namen gekend.
- 2000–2005: EiffelTowers Nijmegen
- 2005–2010: Matrixx Magixx
- 2010–2012: Magixx playing for KidsRights
- 2012–2014: Matrixx Magixx

## Erelijst
- Landskampioen (1):

2003 

Runner-up: 2007
- NBB-Beker (2):

2003, 2007
Runner-up: 2002, 2012

## Resultaten
| Seizoen      | Niv.         | Comp.        | Pos.         | Play-offs    | NBB-Beker    |
| EiffelTowers | EiffelTowers | EiffelTowers | EiffelTowers | EiffelTowers | EiffelTowers |
| ------------ | ------------ | ------------ | ------------ | ------------ | ------------ |
| 2000–01      | 1            | Eredivisie   | 4            | Kwartfinale  |              |
| 2001–02      | 1            | Eredivisie   | 1            | Finale       |              |
| 2002–03      | 1            | Eredivisie   | 1            | Kampioen     |              |
| 2003–04      | 1            | Eredivisie   | 1            | Halve finale |              |
| 2004–05      | 1            | Eredivisie   | 2            | Halve finale |              |
| Magixx       |              |              |              |              |              |
| 2005–06      | 1            | Eredivisie   | 6            | Kwartfinale  |              |
| 2006–07      | 1            | Eredivisie   | 2            | Finale       | Winnaar      |
| 2007–08      | 1            | Eredivisie   | 4            | Halve finale |              |
| 2008–09      | 1            | Eredivisie   | 5            | Kwartfinale  |              |
| 2009–10      | 1            | Eredivisie   | 4            | Kwartfinale  | Kwartfinale  |
| 2010–11      | 1            | DBL          | 5            | Halve finale | Halve finale |
| 2011–12      | 1            | DBL          | 4            | Kwartfinale  | Finale       |
| 2012–13      | 1            | DBL          | 7            | Kwartfinale  | Kwartfinale  |
| 2013–14      | 1            | DBL          | 6            | Kwartfinale  | Kwartfinale  |

## Coaches
| Nat.                      | Naam                  | Periode     |
| ------------------------- | --------------------- | ----------- |
| Vlag van Nederland        | Marco van den Berg    | 2000–2004   |
| Vlag van Verenigde Staten | Scott Neely           | 2004 (a.i.) |
| Vlag van Nederland        | Randy Wiel            | 2004–2005   |
| Vlag van Nederland        | Michael Schuurs       | 2006–2012   |
| Vlag van Nederland        | Mark van Schutterhoef | 2012–2013   |
| Vlag van Nederland        | Michael Schuurs       | 2013–2014   |

## Bekende spelers
| - Alhaji Mohammed (2005–2006) - Seamus Boxley (2006–2007) - Ransford Brempong (2005–2007) - Chris Copeland (2007–2008) - Mickell Gladness (2008–2009) - Henry Bekkering (2009–10, 2011–13) | - Torey Thomas (2009–2010) - Markel Humphrey (2010–2012) - Thijs Vermeulen (2007–2014) - Nick Oudendag (2003–04, 2006–07, 2009–11, 2012, 2012–14) - Patrick Richard (2013–2014) - Robbie Sihota (2012–2014) |